# Bukit Lawang
Bukit Lawang is een bestuurslaag in het regentschap Langkat van de provincie Noord-Sumatra, Indonesië. Bukit Lawang telt 2642 inwoners (volkstelling 2010).
Bukit Lawang is een belangrijke toeristische trekpleister, het heeft een reputatie als centrum van duurzaam- of ecotoerisme in een soort vorm van avontuurtoerisme. Het dorp trekt namelijk veel bezoekers die onder begeleiding van een natuurgids een 1 of meerdaagse jungle trek maken in het Nationaal park Gunung Leuser. Dit grote beschermde natuurgebied strekt zich ten noordoosten van Bukit Lawang uit.
Het is omstreden in hoeverre daadwerkelijk van ecotoerisme sprake is. Enerzijds is er dankzij de inkomsten uit het toerisme minder urgentie om nog meer jungle te vernietigen ten behoeve van palmolie-plantages, anderzijds verstoren toeristen de wilde dieren (wildlife) in het bijzonder de met uitsterven bedreigde orang-oetan.

## Vervoer
Bukit Lawang ligt aan het eindpunt van de route van "buslijnen" uit de stad Medan. Het vervoer bestaat uit minibusjes die op elke gewenste plek kunnen stoppen. Het toeristische gedeelte van het dorp dat zich uitstrekt rond de rivier Bohorok, wordt niet aangedaan vanwege het gebrek aan doorgaande wegen.

## Tangkahan
Het dorp ligt ook op de route naar het kleinere en nog meer afgelegen Tangkahan (Namu Sialang), dat door veel toeristen wordt bezocht om de Community Response Unit (CRU) Lembaga Pariwisata Tangkahan. Deze organisatie bestaat uit voormalige stropers die nu juist olifanten verzorgen en hiermee inkomsten genereren via eco-toerisme.

## Galerij

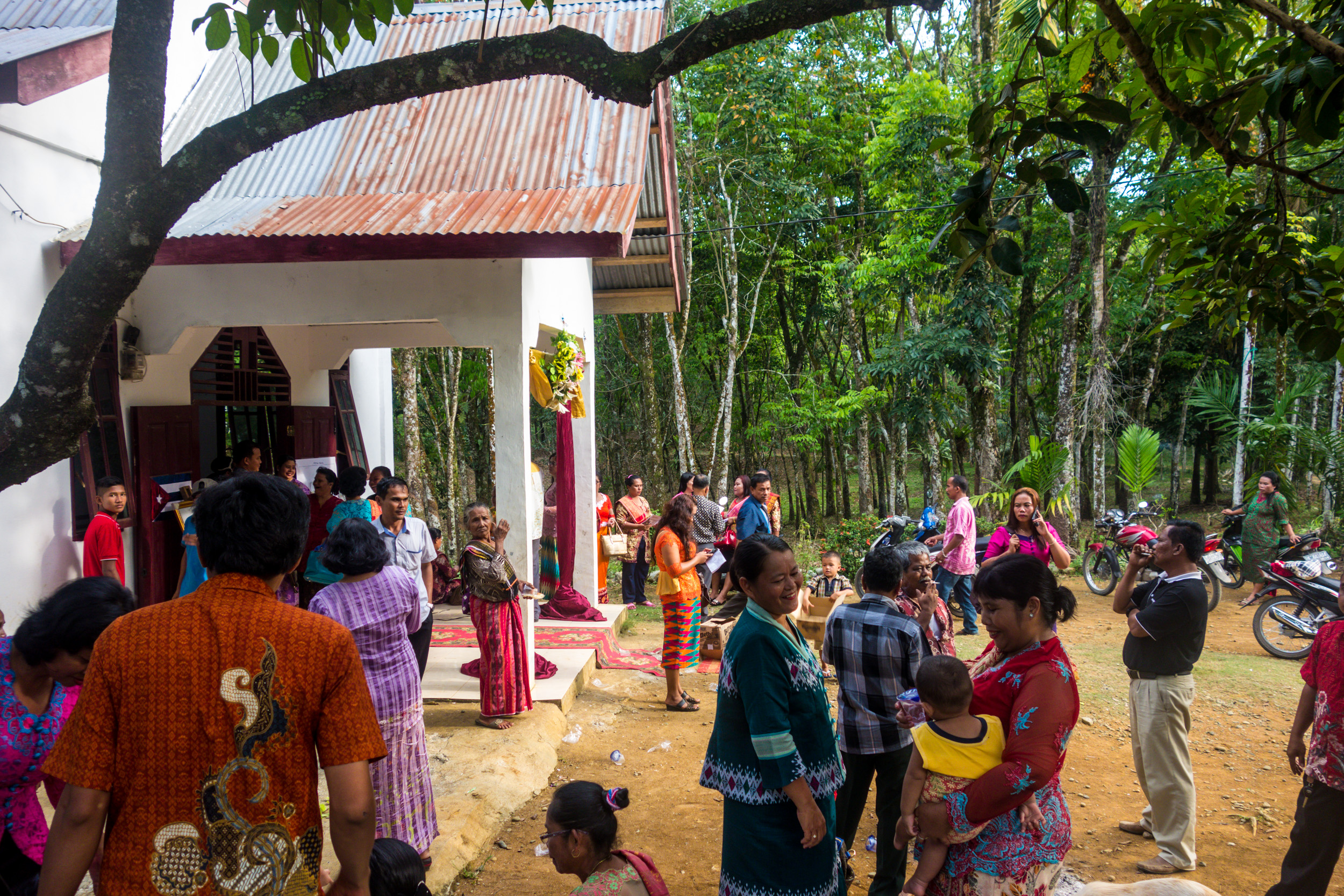
Ouder (traditioneel) gedeelte van het dorp
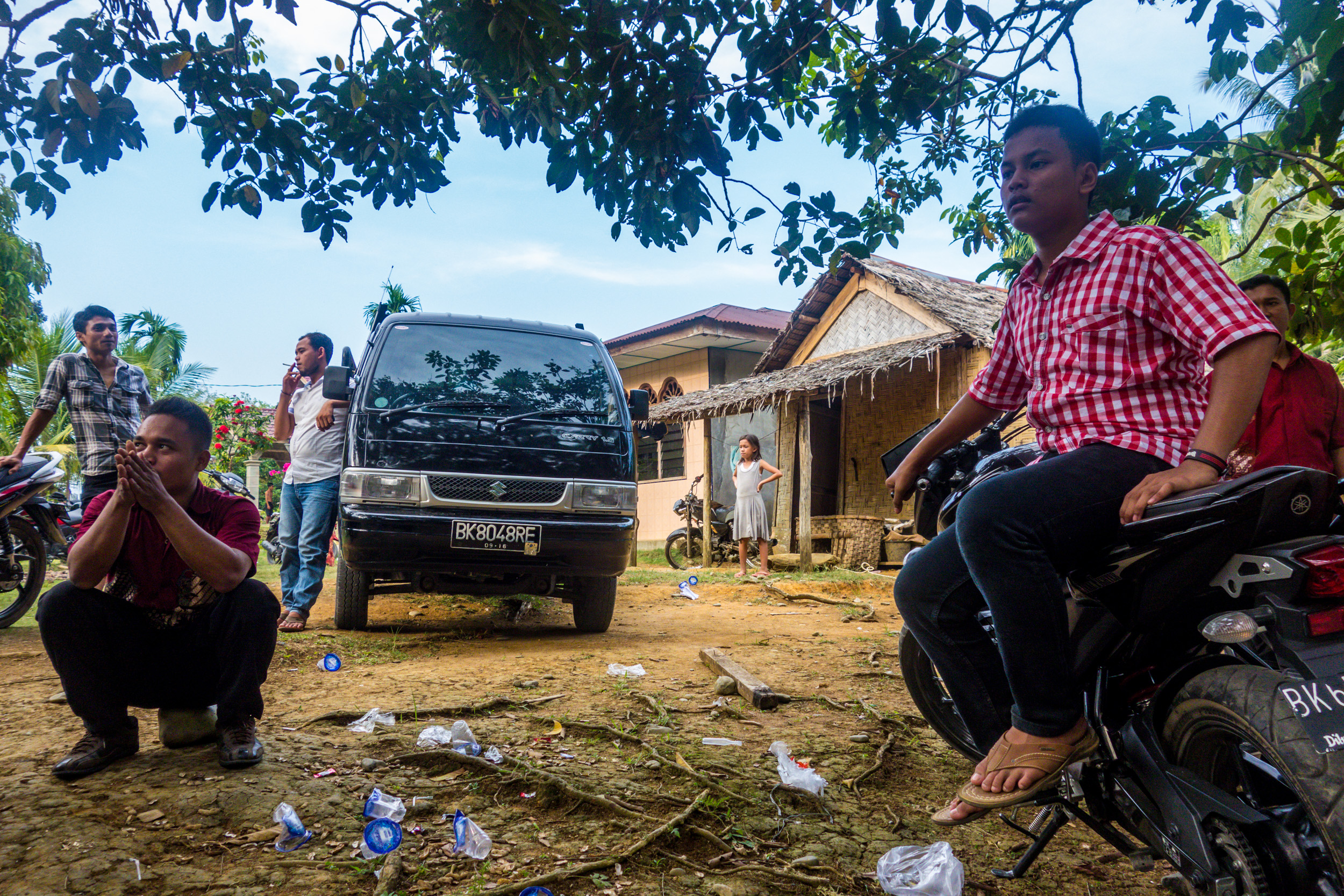
Ander traditioneel dorpsbeeld
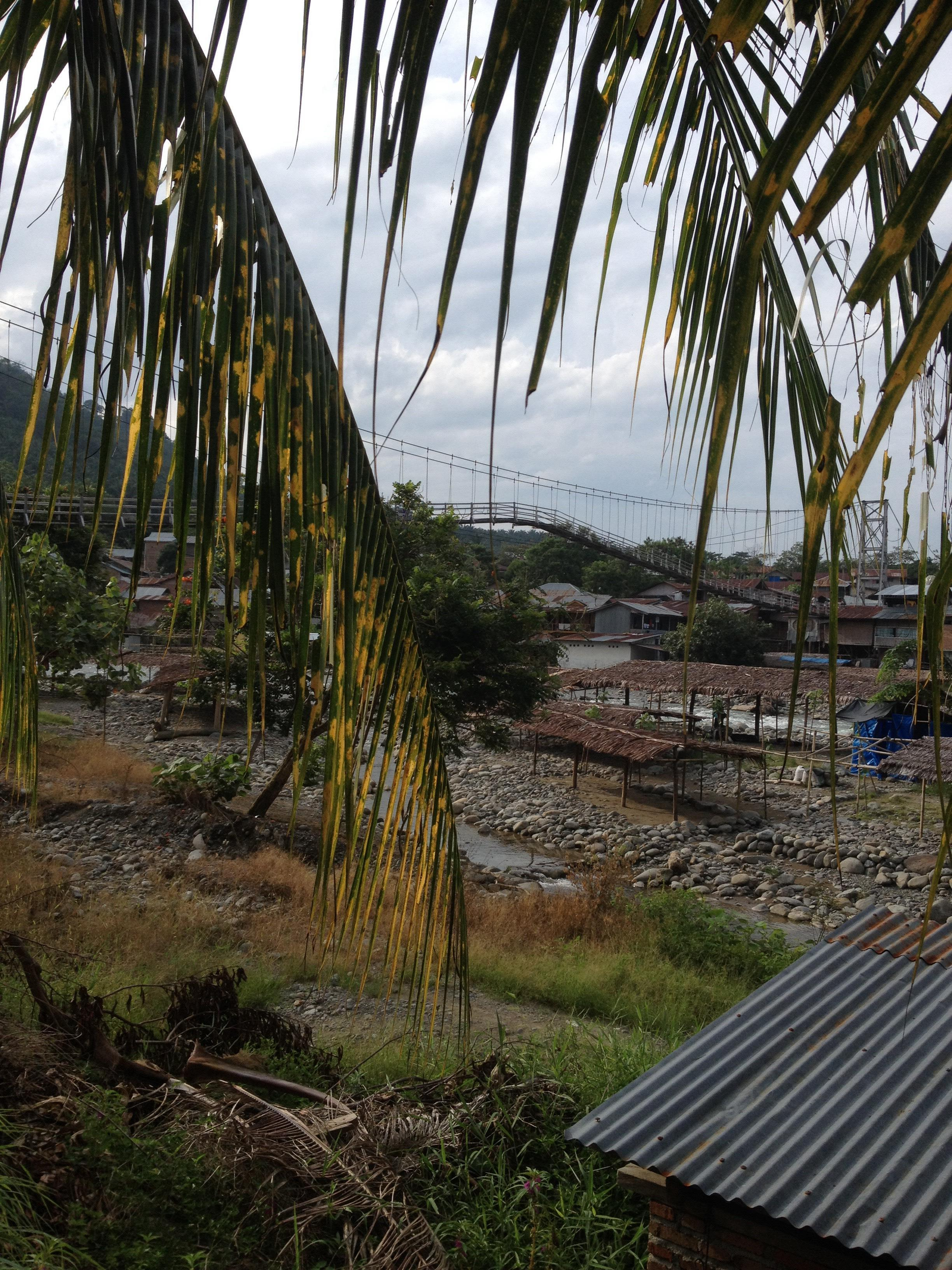
Hangbrug over de Bohorok
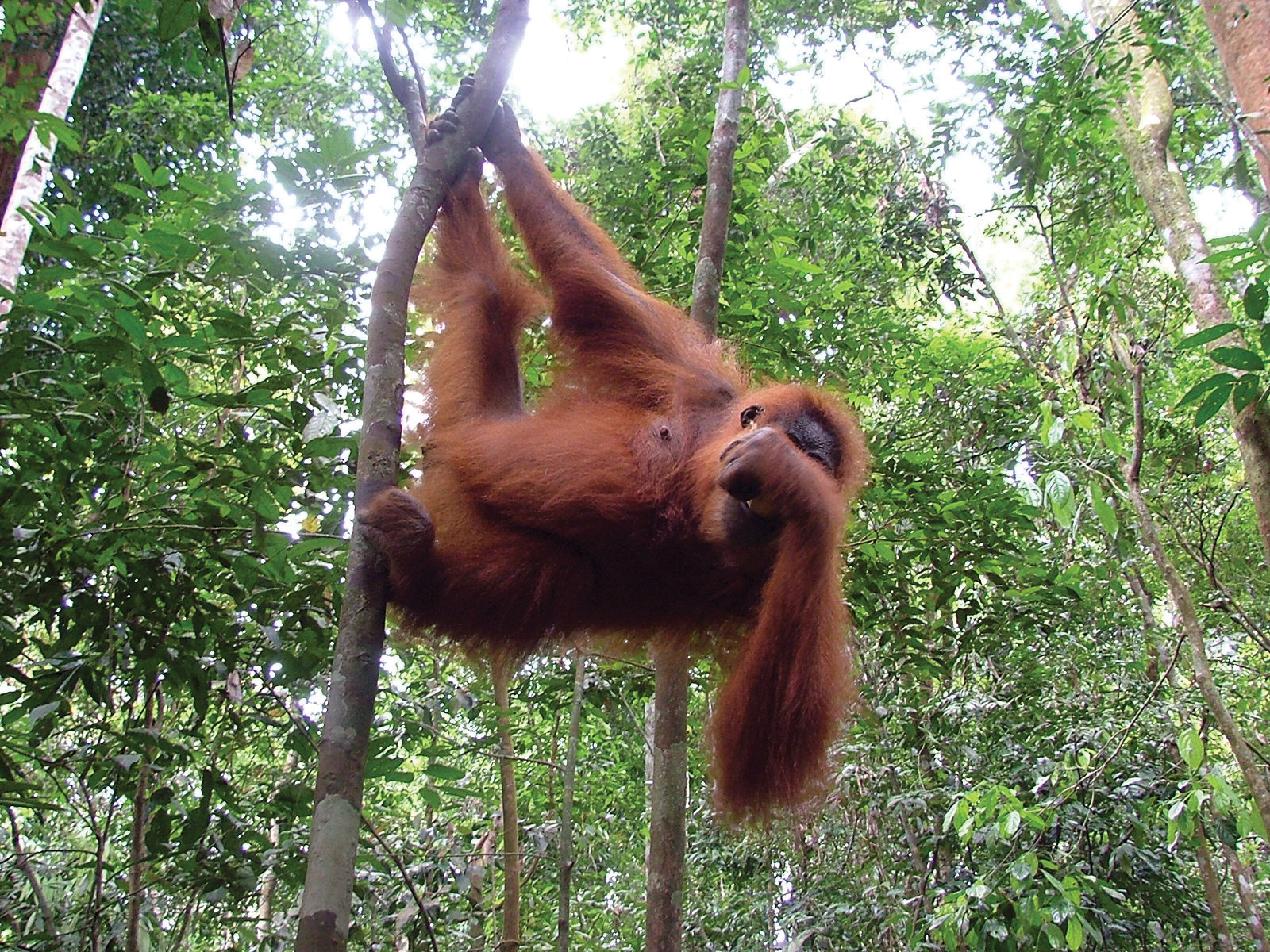
Orang-Oetan in jungle nabij Bukit Lawang
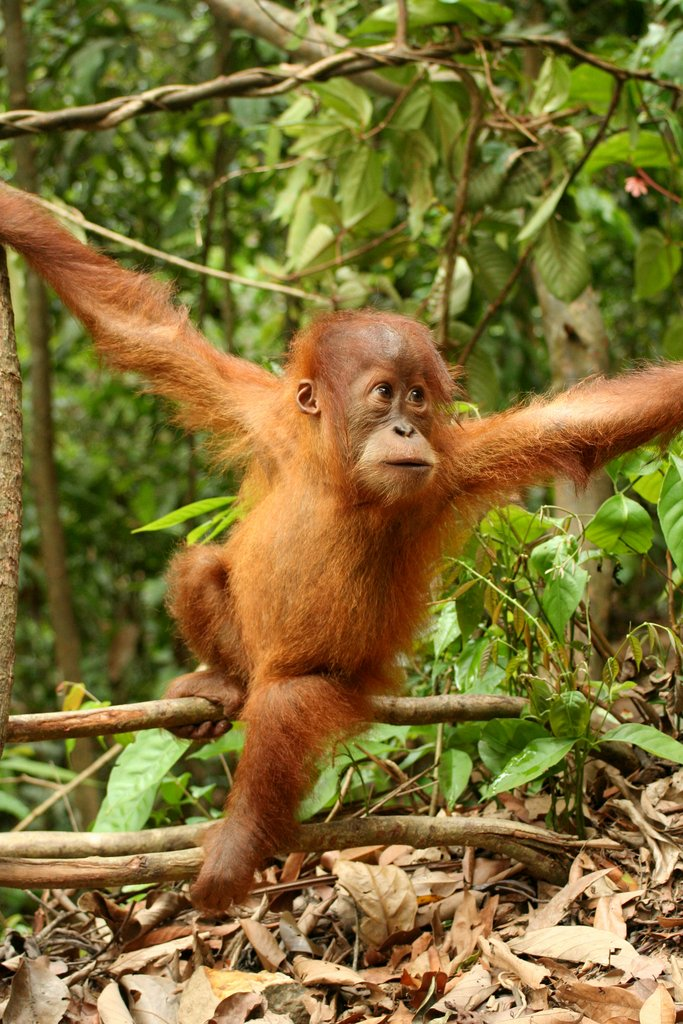
Jonge Orang-oetan